# La maja nua
La maja nua és una de les més cèlebres obres de Francisco de Goya. El quadre és una obra d'encàrrec pintada abans de 1800, en un període que estaria entre 1790 i 1800, data de la primera referència documentada d'aquesta obra. Va formar parella amb La maja vestida, datada entre 1802 i 1805, probablement a requeriment de Manuel Godoy, ja que consta que van formar part d'un gabinet de la seva casa.
En ambdues pintures es retrata de cos sencer una mateixa bella dona reclinada plàcidament en un llit i mirant directament a l'observador. No es tracta d'un nu mitològic, sinó d'una dona real, contemporània a Goya, i també en la seva època se la va anomenar la Gitana. La primacia temporal de La maja nua indica que, en el moment de ser pintat, el quadre no estava pensat per formar parella.
S'ha especulat que la retratada sigui la duquessa d'Alba, ja que a la mort d'aquesta, el 1802, tots els seus quadres van passar a propietat de Godoy, a qui se sap que van pertànyer les dues majes, en forma similar al succeït amb la Venus del mirall de Velázquez. Tanmateix, no hi ha proves definitives ni que aquest rostre pertanyi al de la duquessa ni que no hagués pogut arribar La maja nua a Godoy per altres camins, fins i tot, el d'un encàrrec directe a Goya.

## Anàlisi
Pel predomini d'una gamma cromàtica i el disseny d'aquest quadre en què el dibuix és decisiu, es nota la influència del neoclassicisme, si bé Goya va molt més enllà. Encara que se situa dintre de l'estètica del neoclassicisme, aquesta obra de Goya, com unes altres del mateix pintor, és audaç i atrevida per a la seva època, com audaç és l'expressió del rostre i l'actitud corporal de la model, que sembla somriure satisfeta i contenta de les seves gràcies. Més encara, és la primera obra d'art (coneguda) en la qual apareix pintat el pubis femení, la qual cosa ressalta l'erotisme de la composició.
Es pot destacar la particular lluminositat que Goya dona al cos del nu, lluminositat que contrasta amb la resta de l'ambient, i al costat d'aquesta lluminositat la típica expressivitat que Goya sap donar als ulls.
Si en la cultura occidental fins a Goya, i des de feia segles, gairebé sempre es recorria a subterfugis per representar la dona nua (per exemple, temes mítics), en La maja nua es mostra una dona real.
És notable que, encara dintre de la típica força de les pinzellades que caracteritzen Goya, l'artista s'ha esforçat en el tractament de les carnadures i ombrejos acompanyats per la figuració subtil de les teles, la coloració es fa amb un minuciós joc de verds que contrasta amb blancs i rosats; d'aquesta manera, la maja gairebé sembla suspesa mitjançant la seva lluentor i delicadesa, suspesa en un espai fosc que ella il·lumina.

## Història

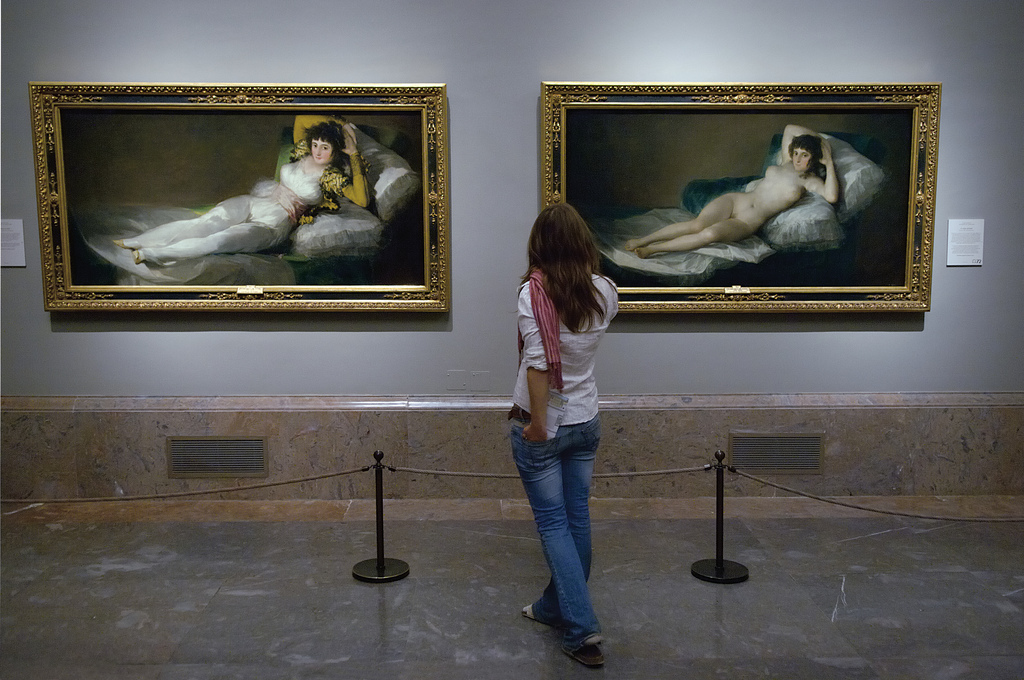
La maja vestida i nua al Museo del Prado

Se sap que en un principi ambdós grans quadres, La maja vestida i La maja nua, eren propietat de Manuel Godoy, en què la vestida es trobava col·locada sobre la nua, de tal manera que mitjançant un mecanisme es descobria aquest últim quadre. Actualment, es troben des de 1910 al Museu del Prado. Prèviament, es van custodiar a la Reial Acadèmia de Belles Arts de San Fernando, però en una sala reservada, d'accés restringit, on s'acumulaven els quadres de nu més atrevits.
La història de l'obra és de per si interessant per les seves peripècies: el 1807 Ferran VII la va confiscar a Godoy, i el 1814 la Inquisició va decidir segrestar-la per "obscena" i iniciar-li un judici a Goya; de tal judici el pintor va assolir l'absolució, gràcies al cardenal Luis María de Borbó i Vallabriga, però la pintura va quedar dipositada fora de la vista del públic pràcticament fins a inicis del segle xx.
Que les pintures hagin estat possessió inicialment de Godoy sembla desvetllar l'enigma de qui és la retratada. A causa de l'amistat, probablement íntima, que Goya va mantenir amb la tretzena duquessa d'Alba: María del Pilar Teresa Cayetana de Silva i Álvarez de Toledo, de la qual va fer diversos retrats en què el tractament pictòric revela un gran afecte, i a causa de moltes similituds entre la bella duquessa i la dona representada en les majas (La maja vestida i, especialment, La maja nua) es va considerar que ella era la retratada.
Louis Viardot el 1845 publica en Les musées d'Espagne que la representada és la duquessa i a partir d'aquesta notícia la discussió crítica no ha deixat de plantejar aquesta possibilitat. Joaquín Ezquerra del Bayo, al seu llibre La duquessa d'Alba i Goya afirma, basant-se en la similitud de postura i dimensions de les dues majes, que estaven disposades de manera que, mitjançant un enginyós mecanisme, la maja vestida cobrís la nua com una joguina eròtica del gabinet més secret de Godoy. Se sap que el duc d'Osuna, al segle xix, va utilitzar aquest procediment amb un quadre que, per mitjà d'un ressort, deixava veure un altre d'un nu.
Les dates i el fet que les obres en qüestió hagin estat inicialment en una col·lecció pràcticament secreta de Godoy han portat a considerar com molt més probable que la model directament retratada hagi estat la llavors amant i després l'esposa del mateix esmentat Godoy, Josefina Tudó y Catalán.
En tot cas, donades certes similituds físiques entre ambdues dames és probable que Goya, en retratar Josefina Tudó, evoqués la Cayetana, com era anomenada popularment la duquessa d'Alba, i així la immortalitzés.
La maja nua és la font d'inspiració de la pintura Olympia de Manet.
El 1927, Correus d'Espanya va emetre un segell amb La maja nua, i fou la primera vegada que va aparèixer un nu femení en la filatèlia, amb gran escàndol.